# Młynarzowe Zęby

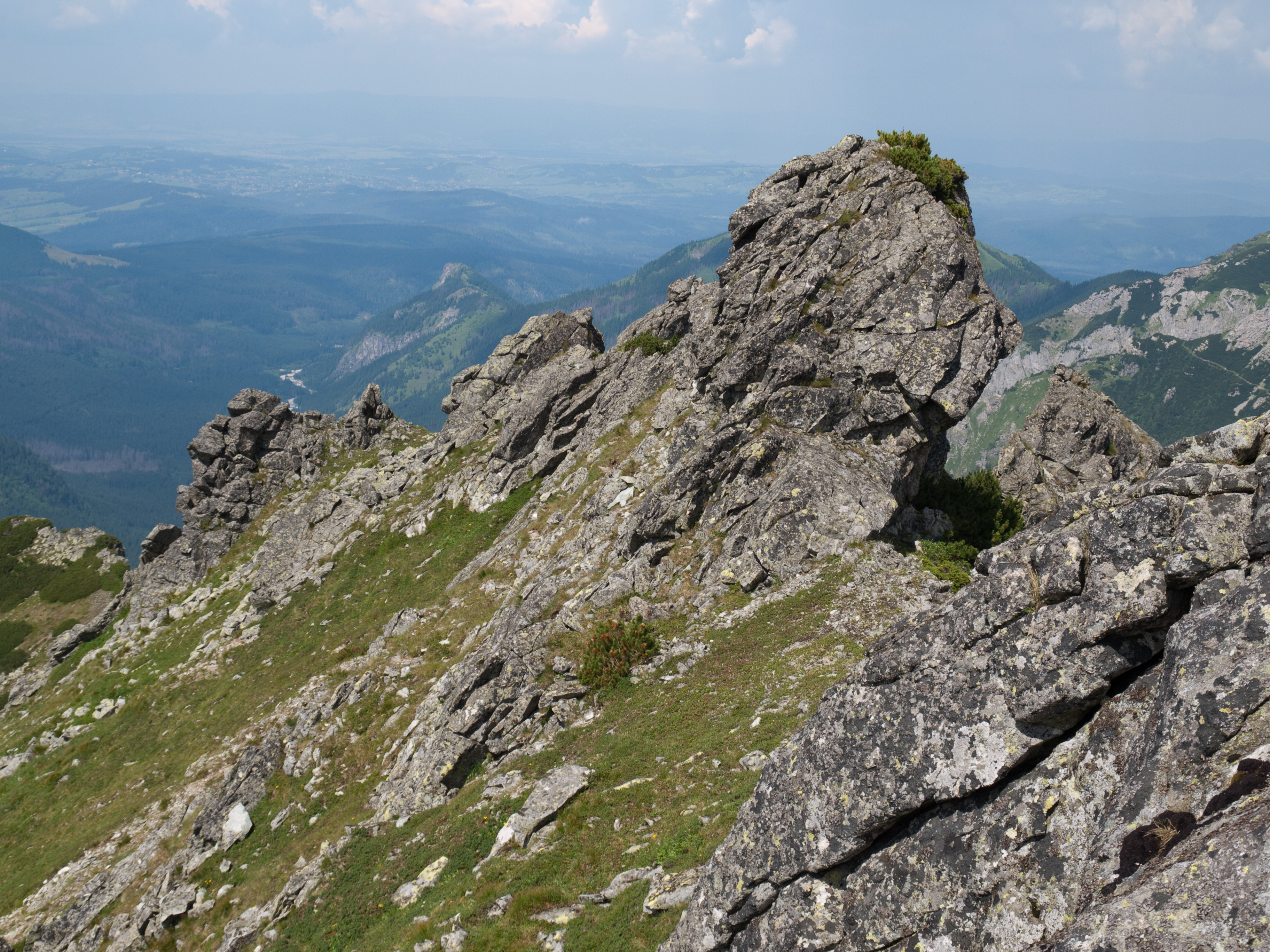
Młynarzowe Zęby

Młynarzowe Zęby (słow. Mlynárove zuby, ok. 2040 m) – grupa czterech niewielkich turni w masywie Młynarza w słowackich Tatrach Wysokich. Znajdują się w jego grani głównej. Od Pośredniego Młynarza oddzielone są płytko wciętymi Młynarzowymi Wrótkami (ok. 2035 m), a od Jarząbkowego Zwornika – niepozorną Jarząbkową Przehybą (ok. 2003 m).
Na wschód opadają z Młynarzowych Zębów strome ściany o wysokości do 100 metrów w części południowej. Mają one miejscami żółto-pomarańczowe zabarwienie. U ich podstawy ciągnie się system trawiastych zachodów – Młynarzowa Ławka. Na zachód, ku Żabiej Dolinie Białczańskiej opada trawiasto-skaliste zbocze, niżej podcięte ściankami.